# Mamadou Sané
Pour les articles homonymes, voir Sané.
Mamadou Sané, né le 31 décembre 2004 à Kandialong au Sénégal dans la région de Ziguinchor, est un footballeur international sénégalais qui joue au poste de défenseur à l'Aris Limassol.

## Biographie
Mamadou Sané commence sa carrière à Africa Foot basé a Dakar, avant d’être repéré par le Guédiawaye Football Club.
Après avoir fait de bons matchs au Championnat du Sénégal de football et une bonne compétition au Championnat d'Afrique des nations de football 2022, titularisé à tous les matchs, il remporte son premier trophée international et le premier du Sénégal. Il signe l’année suivante à l’Aris Limassol. club champion en titre de Chypre.
En 2023, il est convoqué avec l’équipe nationale pour affronter le Rwanda. Puis face au Cameroun pour un match amical, il est sélectionné dans la pré-liste des 55 joueurs pour participer à la Coupe d'Afrique des nations de football 2023.

### En club
En 2023, il remporte son premier trophée en club, la Supercoupe de Chypre. Face à l’Omonia Nicosie. Victoire deux à zéro, il est titulaire tout le match.
Le 26 juillet 2023, il joue son premier match en Ligue des champions de l'UEFA face à l’équipe de BATE Borisov pour la deuxième phase des qualifications.

## Palmarès

### En sélection
- Vainqueur du Championnat d'Afrique des nations en 2022 avec le Sénégal.

### En club
- Vainqueur de la Supercoupe de Chypre de football en 2022-23 avec l'Aris Limassol

### Distinctions individuelles
- Équipe Type Chan 2022[7]

- Équipe Type Championnat du Sénégal de football 2023